# Doris Pack
Doris Pack (née le 18 mars 1942 à Schiffweiler en Sarre) est une femme politique allemande.
Elle est députée européenne pour la CDU de 1989 à 2014. Elle est spécialiste des Balkans et des questions culturelles et éducatives.

## Biographie

### Formation et carrière professionnelle
Doris Pack termine ses études secondaires en 1962. Elle obtient un diplôme de l'Institut supérieur de pédagogie en 1965. Elle parle allemand, français et anglais.
Elle enseigne jusqu'en 1974 dans des écoles primaires (Grundschule) et secondaires (Hauptschule). Entre 1983 et 1985, elle est directrice au ministère de l'Enseignement et des Affaires culturelles de la Sarre.

### Premiers mandats
Entre 1967 et 1974, elle est membre du conseil municipal de l'arrondissement de Bübingen à Sarrebruck. Elle est ensuite membre du conseil municipal de Sarrebruck jusqu'en 1976.
Entre 1974 et 1983, elle est députée de la Sarre au Bundestag. À partir de 1981, elle est déléguée à l'Assemblée parlementaire du Conseil de l'Europe et à l'Assemblée de l'Union de l'Europe occidentale.
Elle est réélue au Bungestag en 1985. Elle démissionne en septembre 1989 à la suite de son élection au Parlement européen.

### Députée européenne
Doris Pack est députée européenne de 1989 à 2014. Elle fait partie du groupe parlementaire du Parti populaire européen (démocrate-chrétien). Elle travaille notamment sur les questions relatives aux pays des Balkans occidentaux et sur les questions culturelles et éducatives. Elle est également présidente de l'association des femmes du Parti populaire européen.

#### Travaux parlementaires sur les Balkans
Entre 1989 et 1994, Doris Pack fait partie de la délégation parlementaire pour les relations avec la Yougoslavie, qui devient délégation pour les relations avec les Républiques de Yougoslavie, puis délégation pour les relations avec les Républiques de l'ex-Yougoslavie. En 1994, le groupe devient Délégation pour les relations avec les pays de l'Europe du Sud-Est ; Doris Pack en prend la présidence, qu'elle conserve jusqu'en 2009.

##### Albanie
En février 2010, Doris Pack déclare que l'Albanie a fait des progrès importants en termes de démocratisation. « C'est un fait et personne ne peut le nier. La dernière élection a été considérée comme libre et régulière, et c'est la première fois. Après cette élection, le parti au pouvoir, le Parti démocrate, et le parti d'opposition, le Parti socialiste, ont formé un gouvernement. C'est exceptionnel dans ce pays, c'est une très large majorité, et ils le font car tous deux veulent rapprocher le pays de l'Union. »
Doris Pack réitère ses positions en juin 2010, et approuve la résolution adoptée par la commission des Affaires étrangères du Parlement européen, qui demande la suppression des visas pour les citoyens albanais dans l'Union européenne. « Malgré tous les problèmes intérieurs, l'Albanie est sur la bonne voie. L'Union européenne ne doit pas laisser le pays isolé, mais elle doit envoyer un signal fort pour que le processus des réformes soit renforcé. Ceci implique de permettre aux ressortissants albanais de circuler dans l'Union européenne sans visa, afin de renforcer l'adhésion aux principes démocratiques et à l'État de droit. »

##### Bosnie
En mars 2009, dans un débat sur la situation des Balkans occidentaux au sein de la commission des Affaires étrangères du Parlement européen, Doris Pack considère que l'institution par le traité de Lisbonne d'un Haut représentant pour la politique extérieure constitue une opportunité pour renforcer l'action européenne pour la Bosnie-Herzégovine. Elle déclare : « Il est grand temps de trouver un réel compromis pour aller plus loin et renforcer l'État. S'ils veulent vraiment faire quelque chose pour la population, pour leur peuple, pour leur électorat, ils devraient vraiment transformer la Bosnie en un État fort et efficace. Les politiciens en ont la possibilité, mais ils ne le font pas. »
En mars 2010, Doris Pack rédige le rapport du Parlement européen sur la Bosnie-Herzégovine. Elle y exprime son inquiétude quant à l'évolution politique du pays, dont les progrès en vue de l'adhésion à l'Union européenne sont insuffisants.

##### Serbie et Kosovo
Le 17 février 2008, le Kosovo proclame son indépendance de la Serbie. Doris Pack exprime l'acceptation par l'Union européenne de cette décision : « Attendre davantage n'aurait fait qu'empirer les choses. Depuis huit ans, le Kosovo vit en léthargie. (...) Nous pouvons nous réjouir de voir enfin ce petit pays prendre son destin entre ses mains. » Elle précise que l'Union européenne prendra ses responsabilités dans la région en envoyant une mission civile, EULEX Kosovo, pour consolider le système judiciaire et l'État de droit.
Concernant la Serbie, elle appelle celle-ci à poursuivre sa coopération avec l'Union européenne en vue d'une adhésion la plus rapide possible : « L'avenir de tous les pays des Balkans occidentaux se trouve au sein de la famille européenne. »
En février 2010, elle critique le soutien financier massif que Belgrade continue à apporter aux Serbes du Kosovo. « Je demande à la Commission et au Conseil d'être plus fermes sur le sujet, de dire à la Serbie : laissez les autorités du Kosovo faire leur travail, et faites le vôtre dans votre pays. »
En décembre 2010, Doris Pack participe à la mission d'observation des élections législatives au Kosovo. Elle évoque de « sérieuses accusations » de fraude électorale dans la région de la Drenica, où le taux de participation est anormalement élevé par rapport à la moyenne nationale.

##### Macédoine
En mars 2009, Doris Pack exprime le souhait que la Grèce lève son veto à la candidature de la Macédoine à l'entrée dans l'Union européenne. Elle rappelle que la tenue d'élections libres et démocratiques est une condition pour l'adhésion, mais que le Conseil des ministres doit aussi approuver la candidature à l'unanimité, et que le Parlement ne peut pas contraindre un gouvernement à l'accepter. « Le comportement de la Grèce n'est ni très juste ni très compréhensible. (...) La question du nom pourrait être résolue, peut-être avec un double nom, mais la Grèce ne peut pas retirer à la Macédoine son identité. »

##### Monténégro
Le 21 mai 2006, le Monténégro proclame son indépendance de la Serbie par référendum. Doris Pack commente ce résultat : « C'est une bonne nouvelle pour la région, car le référendum s'est bien passé. Ce n'est pas à nous de décider si les Monténégrins veulent rester ou non avec la Serbie, c'est leur droit de faire sécession. Beaucoup de Serbes comprennent et acceptent cette solution. Les politiciens l'acceptent et sont assez mûrs pour travailler avec le Monténégro. (...) Le Monténégro peut à présent travailler sur ses propres problèmes, notamment les problèmes économiques et la corruption. »
Concernant l'adhésion du Monténégro à l'Union européenne, Doris Pack déclare en février 2010 : « Le Monténégro n'a pas autant de problèmes [que les autres États des Balkans]. Il n'a pas les problèmes de coopération avec le TPIY de la Serbie, il n'a pas de problèmes interethniques, et il fait des progrès rapides. Je pense que la situation est prometteuse, même si les problèmes restent nombreux. Le respect des droits, l'administration, la justice doivent être améliorés, mais je pense que le Monténégro est un pays moderne et qu'il peut le faire plus vite que les autres car il a moins de problèmes résultant de la dislocation de la Yougoslavie. »

#### Travaux parlementaires sur les questions culturelles et éducatives
Depuis le début de sa carrière au Parlement européen, Doris Pack est membre de la Commission de la culture et de l'éducation. Elle en est élue présidente le 20 juillet 2009.

##### Programme Grundtvig
Doris Pack est considérée comme l'une des principales initiatrices du programme Grundtvig, qui vise à renforcer la coopération au sein de l'Union européenne dans le domaine de la formation continue et de l'éducation des adultes. En octobre 2010, dans une conférence à Copenhague pour les dix ans du programme, elle prononce un discours demandant le maintien de son financement : « Tant de projets sont une réussite, ils doivent être pérennisés. »

##### Sport
Doris Pack cherche à développer les actions à l'échelle européenne dans le domaine du sport, même si l'Union européenne n'a pas de compétence législative propre dans ce domaine. En 2004, elle est à l'initiative de l'Année européenne de l’éducation par le sport, qui a pour but de créer un réseau européen d'associations sportives et de soutenir des projets associatifs. 1600 demandes sont déposées et 160 d'entre elles obtiennent un financement de l'Union européenne.
En 2009, à la suite de l'entrée en vigueur du traité de Lisbonne qui reconnaît la « spécificité » du sport par rapport aux autres activités économiques, le Parlement européen obtient de consacrer une partie du budget de l'Union européenne aux actions dans le domaine du sport.